# Anomaloglossus parimae
Espèce
Synonymes
- Colostethus parimae La Marca, 1997

Statut de conservation UICN

 DD  : Données insuffisantes
Anomaloglossus parimae est une espèce d'amphibiens de la famille des Aromobatidae.

## Répartition
Cette espèce est endémique du Cerro Delgado Chalbaud dans la Serranía Parima dans l'État d'Amazonas au Venezuela. Elle se rencontre à 670 m d'altitude.

## Étymologie
Cette espèce est nommée en référence à son lieu de découverte, la Serranía Parima.

## Publication originale
- La Marca, 1997 "1996" : Ranas del género Colostethus (Amphibia: Anura:Dendrobatidae) de la Guayana Venezolana con la descripción de siete especies nuevas. Publicaciones de la Asociación de Amigos de Doñana, no 9, p. 1-64.